# Монолатрија
Монолатрија је систем идеја у политеизму заснован на веровању у више богова са једним богом-вођом, који из различитих разлога доминира над осталима. Хипотетички, трагови монолатрије се могу наћи у неким постојећим религијама.
Концепт хенотеизма предложио је немачки религиозни научник Макс Милер, након што је испитао неке токове древне индијске религије у ведском периоду и дефинисао их као хенотеистичке (од грчког εις „један“ + θεος „бог“) или катенотеистичке (од старогрчки κατα „по” + εις „један” + θεος „бог”). Милер је веровао да се хенотеизам налази између политеизма и монотеизма, у процесу транзиције, у којој се у уму политеисте један од богова пантеона истицао као први међу једнакима, а временом добија црте Врховног Бога.
Неке школе библијских студија (Јулије Велхаузен) покушале су да искористе хипотезу коју је предложио Милер да опишу старозаветну религију у старом Израелу, која је постојала пре писања пророчких књига и вавилонског ропства. Међутим, обављена упоредна религијска проучавања нису потврдила Милерову хипотезу о постојању у одређеном историјском периоду таквог облика или одређеног стадијума у развоју религије као што је хенотеизам. Такође, такву особину као што је недостатак спекулативности у старозаветној религији у раним фазама, која није искључивала присуство нижих натприродних сила, треба схватити као безначајан утицај околних паганских народа, а не као унутрашњи развој Израелски монотеизам.
Постоји одељак у Новом завету (1. Кор. 8:5-6) који би се могао тумачити као монолатричан, а не стриктно монотеистички („Јер иако постоје такозвани богови, било на небу или на земљи, јер има много богови и има много господара – али имамо једног Бога Оца, од кога је све, и ми смо за Њега, и једнога Господа Исуса Христа, по коме је све, и ми кроз Њега“), али ово не указује на монолатрију раног хришћанства. Богови се схватају као лажно обожене ствари, предмети, идеје или бића (Сунце, Месец, идоли, преци, владари, демони), стари црквени писци су често говорили да пагански богови у неком смислу постоје, али да су демони, слична мишљења се могу чути и сада од неких конзервативних теолога или чак само менталних конструкција које постоје само у машти). У истом смислу се могу разумети и неке одлике хебрејске религије (посебно места у Старом завету где се помињу пагански богови).